# Nalidiksna kislina
Nalidiksna kislina (zaščitena imena Nevigramon, Neggram, Wintomylon in WIN 18,320) je bila prva odkrita učinkovina iz skupine kinolonskih antibiotikov. Deluje kot antiseptik za sečila; učinkuje na gramnegativne mikroorganizme. Deluje tako, da zavira bakterijski encim DNK-girazo.
Strogo kemijsko gledano naliksidinska kislina ni kinolon, temveč naftiridon, saj v svoji strukturi vsebuje dva dušikova atoma (na mestih 1 in 8). Leta 1962 jo je slučajno odkril George Lesher s svojimi sodelavci, in sicer kot stranski produkt pri sintezi klorokina. V klinični praksi so jo začeli uporabljati leta 1967.

## Učinkovitost in uporaba
Nalidiksna kilsina je učinkovita predvsem zoper gramnegativne bakterije, njena učinkovitost proti grampozitivnim bakterijam je majhna. V nizkih koncentracijah deluje bakteristatično (zavira bakterijsko rast in razmnoževanje), v višjih koncentracijah pa je njen učinek baktericiden (bakterije ubije, ne le zavira njihovo rast).
V preteklosti so jo uporabljali za zdravljenje okužb sečil, ki jih povzročajo, na primer, Escherichia coli, Proteus, Shigella, Enterobacter in  Klebsiella. Danes se zaradi dostopnosti varnejših in učinkovitejših zdravil več ne uporablja.

## Neželeni učinki
Pri uporabi nalidiksne kisline lahko pride do hude preobčutljivostne reakcije (anafilaksije), ki se kaže kot koprivnica, močno srbenje ter izguba zavesti takoj po prejetju odmerka zdravila. Najpogostejši neželeni učinki so izpuščaj, srbeča koža, meglen ali dvojni vid, svetlikanje ob pogledu v izvor svetlobe, spremembe v barvnem vidu, slabost, bruhanje in driska. Povzroči lahko tudi krče in hiperglikemijo, preobčutljivost na svetlobo, hemolitično anemijo, trombocitopenijo ali levkopenijo. Zlasti pri mlajših otrocih so poročali tudi o zvišanju znotrajlobanjskega tlaka.

## Preveliko odmerjanje
Pri preodmerjanju se pojavijo glavobol, motnje vida, motnje ravnotežja, duševna zmedenost, presnovna acidoza in krči.